# 天主教雅塔伊教区
天主教雅塔伊教區（拉丁語：Dioecesis Iataiensis），是巴西一個天主教教區，位於戈亞斯州西南部，屬戈亞尼亞總教區。
1929年6月21日成立自治監督區，1956年3月26日升為教區。2006年有教友441,000人，佔總人口81.2%。有廿八個堂區、司鐸廿七人。現任教區主教為若瑟·盧什·馬熱拉·迪爾加多。